# Nazionale maschile universitaria di football americano della Gran Bretagna
La nazionale di football americano universitaria della Gran Bretagna è la selezione maschile di football americano della BAFA, che rappresenta la Gran Bretagna nelle varie competizioni ufficiali o amichevoli riservate a squadre nazionali universitarie.

## Risultati
Legenda: Grassetto: Risultato migliore, Corsivo: Mancate partecipazioni

## Dettaglio stagioni

### Amichevoli
| Stagione | Vin | Par | Per | Tot | PF  | PS  | avversaria |
| -------- | --- | --- | --- | --- | --- | --- | --- |
| 1994     | 5   | 0   | 0   | 5   | 113 | 33  | North of Germany All-Stars, Germania, Berlin Stars, Oxford Saints, Derby Braves , Oregon All-Stars                                                         |
| 1995     | 3   | 0   | 2   | 5   | 128 | 48  | Oregon All-Stars, Cambridge Cats, Gateshead Senators, Dublin Tornadoes, Leicester Panthers                                                                 |
| 1996     | 1   | 0   | 1   | 2   | 55  | 65  | Oregon All-Stars, Cambridge Cats |
| 1998     | 2   | 0   | 1   | 3   | 45  | 33  | Canada, Holland Universities, German Universities |
| 2000     | 4   | 0   | 0   | 4   | 89  | 34  | Danish Allstars, Aarhus Nordic Thunder, Combined All-Star Team, [[Selezione di football americano Template:Naz/ENG selezione\|Template:Naz/ENG selezione]] |
| 2002     | 0   | 0   | 2   | 2   | 61  | 25  | Lakeland Muskies, Carthage Red Men |
| 2003     | 3   | 0   | 1   | 4   | 101 | 33  | Chester Romans, London Blitz, Titans Romagna, Italia U-25                                                                                                  |
| 2004     | 1   | 0   | 3   | 4   | 108 | 119 | Canada, Menlo College Varsity, IAFL All Stars, Team USA Gladiators                                                                                         |
| 2005     | 1   | 0   | 1   | 2   | 43  | 75  | Canada, Team USA Gladiators |
| 2006     | 1   | 1   | 1   | 3   | 40  | 77  | Canada, Whittier Poets, Claremont–Mudd–Scripps Stags |
| 2013     | 1   | 0   | 0   | 1   | 41  | 21  | Svezia |
| 2015     | 1   | 0   | 0   | 1   | 40  | 0   | Finlandia |
| Totale   | 23  | 1   | 12  | 36  | 864 | 563 | |

Fonte: britballnow.co.uk

### Tornei

#### Europei
| Stagione | regular season | regular season | regular season | regular season | regular season | regular season | playoff | playoff | playoff | playoff | playoff | playoff   | playoff    |
|          | Vin            | Par            | Per            | Tot            | PF             | PS             | Vin     | Per     | Tot     | PF      | PS      | risultato | avversaria |
| -------- | -------------- | -------------- | -------------- | -------------- | -------------- | -------------- | ------- | ------- | ------- | ------- | ------- | --------- | ---------- |
| 1994     |                |                |                |                |                |                | 1       | 0       | 1       | 42      | 0       | Campioni  | Germania   |
| Totale   |                |                |                |                |                |                | 1       | 0       | 1       | 42      | 0       |           |            |

Fonte: britballnow.co.uk

#### NCAA Division III
| Stagione | regular season | regular season | regular season | regular season | regular season | regular season | playoff | playoff | playoff | playoff | playoff | playoff    | playoff    |
|          | Vin            | Par            | Per            | Tot            | PF             | PS             | Vin     | Per     | Tot     | PF      | PS      | risultato  | avversaria |
| -------- | -------------- | -------------- | -------------- | -------------- | -------------- | -------------- | ------- | ------- | ------- | ------- | ------- | ---------- | ---------- |
| 2004     | 0              | 0              | 1              | 1              | 7              | 48             | -       | -       | -       | -       | -       | Menlo Oaks |            |
| Totale   | 0              | 0              | 1              | 1              | 7              | 48             | -       | -       | -       | -       | -       |            |            |

Fonte: britballnow.co.uk

### Riepilogo partite disputate
| Anno | Luogo         | Evento            | Fase del torneo | Incontro | Risultato |
| 1994 | ?             | Amichevole        |                 | North of Germany All-Stars - Gran Bretagna | 9 - 37    |
| 1994 | ?             | Europeo           | Finale          | Gran Bretagna - Germania | 42 - 0    |
| 1994 | ?             | Amichevole        |                 | Gran Bretagna - Berlin Stars | 8 - 0     |
| 1994 | ?             | Amichevole        |                 | Gran Bretagna - Oxford Saints | 26 - 10   |
| 1994 | ?             | Amichevole        |                 | Gran Bretagna - Derby Braves | 28 - 6    |
| 1994 | ?             | Amichevole        |                 | Gran Bretagna - Oregon All-Stars | 14 - 8    |
| 1995 | ?             | Amichevole        |                 | Gran Bretagna - Cambridge Cats | 14 - 26   |
| 1995 | ?             | Amichevole        |                 | Gran Bretagna - Dublin Tornadoes | 68 - 8    |
| 1995 | ?             | Amichevole        |                 | Leicester Panthers - Gran Bretagna | 14 - 10   |
| 1995 | ?             | Amichevole        |                 | Gateshead Senators - Gran Bretagna | 6 - 21    |
| 1995 | ?             | Amichevole        |                 | Gran Bretagna - Oregon All Stars | 15 - 6    |
| 1996 | ?             | Amichevole        |                 | Cambridge Cats - Gran Bretagna | 27 - 35   |
| 1996 | ?             | Amichevole        |                 | Gran Bretagna - Oregon All Stars | 20 - 38   |
| 1998 | Germania      | Amichevole        |                 | German Universities - Gran Bretagna | 6 - 13    |
| 1998 | Paesi Bassi   | Amichevole        |                 | Holland Universities - Gran Bretagna | 27 - 26   |
| 1998 | ?             | Amichevole        |                 | Canada - Gran Bretagna | 0 - 6     |
| 2000 | Danimarca     | Amichevole        |                 | Danish Allstars - Gran Bretagna | 14 - 21   |
| 2000 | Aarhus        | Amichevole        |                 | Aarhus Nordic Thunder - Gran Bretagna | 0 - 19    |
| 2000 | ?             | Amichevole        |                 | Gran Bretagna - Combined All-Star Team | 39 - 13   |
| 2000 | ?             | Amichevole        |                 | Gran Bretagna - [[Selezione di football americano Template:Naz/ENG selezione\|Template:Naz/ENG selezione]] [[File:Template:Naz/ENG selezione\|class=noviewer\|Template:Naz/ENG selezione (bandiera)\|20x16px]]    | 10 - 7    |
| 2002 | Howards Grove | Amichevole        |                 | Lakeland Muskies - Gran Bretagna | 27 - 16   |
| 2002 | Kenosha       | Amichevole        |                 | Carthage Red Men - Gran Bretagna | 34 - 9    |
| 2003 | ?             | Amichevole        |                 | Gran Bretagna - Chester Romans | 38 - 0    |
| 2003 | ?             | Amichevole        |                 | Gran Bretagna - London Blitz | 15 - 27   |
| 2003 | ?             | Amichevole        |                 | Titans Romagna - [[Selezione universitaria di football americano Template:Naz/GBR sportM\|Template:Naz/GBR sportM]] [[File:Template:Naz/GBR sportM\|class=noviewer\|Template:Naz/GBR sportM (bandiera)\|20x16px]] | 0 - 21    |
| 2003 | ?             | Amichevole        |                 | Gran Bretagna - Italia U-25 | 27 - 6    |
| 2004 | ?             | Amichevole        |                 | Canada - Gran Bretagna | 34 - 14   |
| 2004 | Derby         | Amichevole        |                 | Gran Bretagna - IAFL All Stars | 69 - 6    |
| 2004 | Atherton      | Amichevole        |                 | Menlo College Varsity - Gran Bretagna | 53 - 15   |
| 2004 | Atherton      | NCAA Division III |                 | Menlo Oaks - Gran Bretagna | 48 - 7    |
| 2004 | ?             | Amichevole        |                 | Team USA Gladiators - Gran Bretagna | 26 - 10   |
| 2005 | ?             | Amichevole        |                 | Canada - Gran Bretagna | 12 - 23   |
| 2005 | ?             | Amichevole        |                 | Team USA Gladiators - Gran Bretagna | 63 - 20   |
| 2006 | ?             | Amichevole        |                 | Canada - Gran Bretagna | 14 - 33   |
| 2006 | Whittier      | Amichevole        |                 | Whittier Poets - Gran Bretagna | 7 - 7     |
| 2006 | Claremont     | Amichevole        |                 | Claremont–Mudd–Scripps Stags - Gran Bretagna | 56 - 0    |
| 2013 | Uppsala       | Amichevole        |                 | Svezia - Gran Bretagna | 21 - 41   |
| 2015 | Helsinki      | Amichevole        |                 | Finlandia - Gran Bretagna | 0 - 40    |

## Confronti con le altre Nazionali
Questi sono i saldi della Gran Bretagna nei confronti delle Nazionali e selezioni incontrate.

### Saldo positivo
| Nazionale | Giocate | Vinte | Pareggiate | Perse | PF | PS | Ultima vittoria | Ultimo pari | Ultima sconfitta |
| --- | ------- | ----- | ---------- | ----- | -- | -- | --------------- | ----------- | ---------------- |
| Germania | 1       | 1     | 0          | 0     | 42 | 0  | 1994            | -           | -                |
| Finlandia | 1       | 1     | 0          | 0     | 40 | 0  | 2015            | -           | -                |
| Italia U-25 | 1       | 1     | 0          | 0     | 27 | 6  | 2003            | -           | -                |
| Svezia | 1       | 1     | 0          | 0     | 41 | 21 | 2013            | -           | -                |
| Canada (senior) | 4       | 3     | 0          | 1     | 76 | 60 | 2006            | -           | 2004             |
| [[File:Template:Naz/ENG selezione\|class=noviewer\|Template:Naz/ENG selezione (bandiera)\|20x16px]] [[Selezione di football americano Template:Naz/ENG selezione\|Template:Naz/ENG selezione]] (senior) | 1       | 1     | 0          | 0     | 10 | 7  | 2000            | -           | -                |